# ウル第三王朝

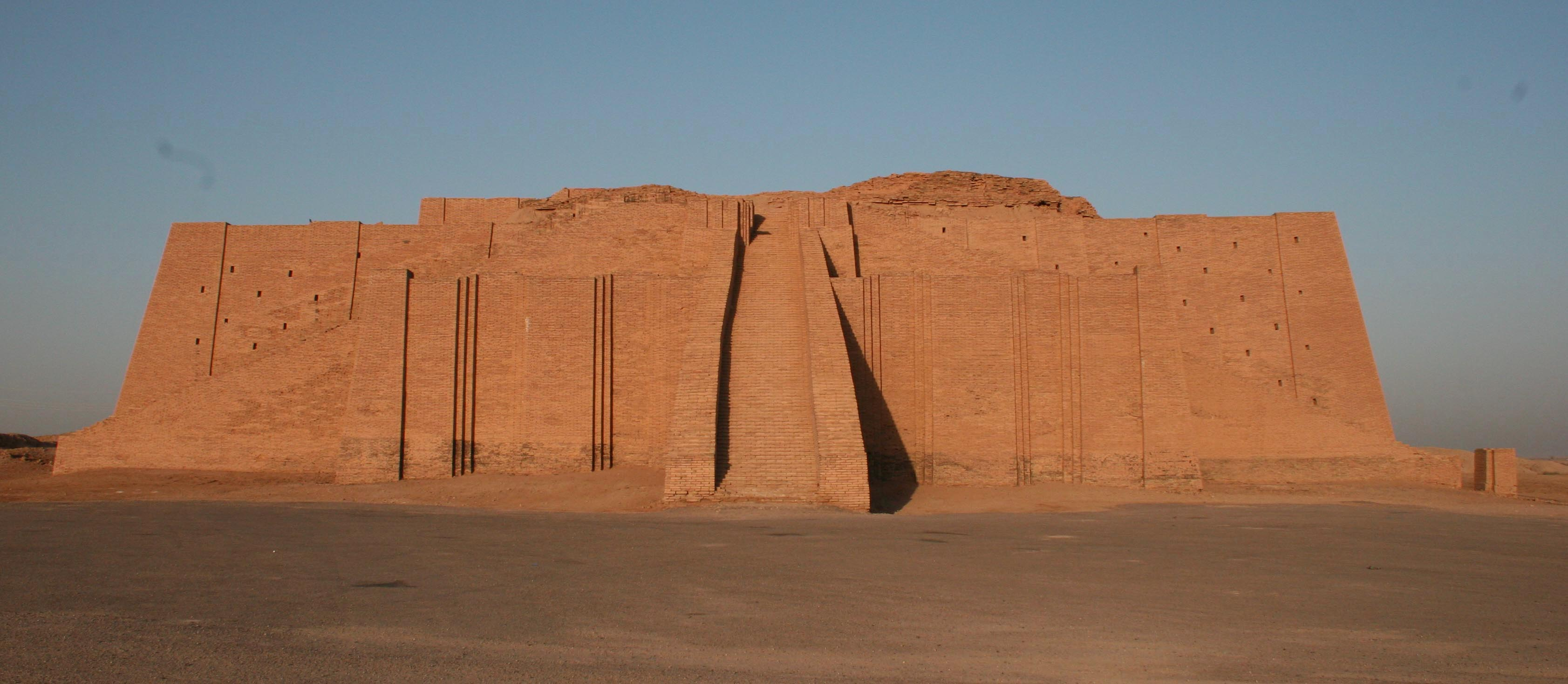
現イラクにある、ウル・ナンム治世下に建てられたと言われる「ウルのジッグラト」（エ・テメン・ニグル）。
ジッグラト遺跡の中では最も保存状態がよい。現在は2層が残り高さは20mだが、かつては3層であったとも言われる。月神ナンナを祀る神殿が頂座に置かれた。

ウル第三王朝（ウルだい3おうちょう、3rd dynasty of Ur）は、紀元前22世紀から紀元前21世紀にかけてメソポタミアを支配した王朝。

## 歴史
ウルの軍事司令官であったウル・ナンムが自立して、前22世紀末にウル第三王朝が建てられた。メソポタミアはかつてのシュメール人に代わってアッカド人の王朝がそれまで覇権を握っていた。建国者のウル・ナンムは、神殿の建築や運河の建設などを行うと共にウル・ナンム法典と称される法典を定めた。
この法典は、のちに古バビロニア王国でまとめられるハンムラビ法典に影響を与えたと考えられる。第2代シュルギの時代までに行政機構が確立し、王権の神格化も進んでいった。シュルギの行政改革によって、街道が整備され、常備軍が置かれた。さらに、各地の文書の形式、用語も統一され、度量衡も同じものが使われるようになった。また、統治20年目以降は、各地で検地も行っている。加えて、シュルギは対外遠征も繰り返していた。特にフルリ人に対しては顕著であり、その治世の中で10回の遠征を行っている。
しかし、まもなくこの王朝はアムル人やエラム人の侵入に苦慮することとなった。シュルギ王は治世37年には現在のバグダード付近に城壁の建造を命じた。のちのシュ・シン王も、彼らの侵入を防ぐために防壁を設けた。シュルギの死後、ウル王家は内紛状態に陥る。3代目の王にはアマル・シンが即位したが、兄弟または息子のシュ・シンとの権力闘争を続けていた。また、アマル・シンの后妃アビ・シムティはシュ・シンの王位簒奪を手助けした。
シュ・シンの息子であるイビ・シン王の治世になると、ウル第三王朝は周辺の異民族の脅威に晒されていた。加えて、この時代のシュメール地方は土壌の塩化が進み、イビ・シン王の治世6年には飢饉が発生していた。また、イビ・シン王の将軍だったイシュビ・エッラはイシン第一王朝樹立に成功している。
紀元前2004年（または紀元前1940年）、エラムの侵攻によりウルは陥落。エラム人によって王ははるか東方へ連行され、これをもってウル第三王朝は滅亡した。この滅亡に対して、『ウル滅亡哀歌』が描かれ、都市の荒廃や都市神が去ったことを嘆き、都市神が戻ってくることを願う内容が詠われた。

## その後
都市国家バビロンはアムル人の影響下に置かれ、紀元前1830年にバビロン第1王朝が誕生し、紀元前18世紀に第6代の王ハンムラビがメソポタミアを再び統一した。一方、アッシュールは、紀元前1813年にアムル人のシャムシ・アダド1世が古アッシリア王国のエリシュム2世を破って新王に即位したが、ヒッタイト]の台頭に押された。
中アッシリア王国の時代には、当初はフルリ人のミタンニ王国勢力圏下に置かれたが、アッシュール・ウバリト1世の治世にミタンニ王国の影響下を脱すると、バビロニアを征服して古代オリエントの一大勢力となった。

## 歴代君主
1. ウル・ナンム（前2113頃 - 前2096頃）
2. シュルギ（前2095頃 - 前2048頃）
3. アマル・シン（前2047頃 - 前2038頃）
4. シュ・シン（前2037頃 - 前2030頃）
5. イビ・シン（前2029頃 - 前2006頃）

## 支配体制

ウル第三王朝における支配地域を示した図。茶色部分が中心地域、赤色の部分が周辺地域に該当する。

ウル第三王朝の支配領域は東地中海沿岸からイラン高原におよんだ。しかし中央集権的にはなれず、各都市は独立志向が強く、ニップルなどウルとは異なる月名を採用する都市もあった。加えて、各都市の支配者は在地出身の有力な人物、または一族であることが大半であった。シュタインケラーは、ウル第三王朝はシュメール・アッカド地方を中心地域、デールやスサ、アッシュールなどが位置する周辺地域、ニネヴェ、シマシュキやアンシャンの位置する地域を臣従地域とした。
シュメール・アッカド地方からなる中心地域における主要都市の支配者には「バル義務」が課された。これは支配者が月ごとに、ニップルにおいて最高神エンリルをはじめとした神々に奉仕する輪番制の義務を指す。この義務はシュメール地方ではキシュ、ウンマ、ラガシュ、シュルッパクなど、有力な都市国家の支配者が課せられていた。しかし、ニップル、ウル、ウルクの支配者はこの義務を課されなかった。また、この地域の外に位置している都市でも、ウルにとって重要な立ち位置にある都市は、この義務を課されていた。
周辺地域の一部は、将軍を頭とする駐屯軍が置かれ、彼らには「グナ・マダ」という義務が課せられた。この範囲は西を大・小ザブ川流域のトゥトゥブ、東をデール、北にはアッシュールなどを含んでいた。グナ・マダは元々、「王のための持参」と記載されていた支配領域全体に対する貢納だったが、シュ・シンの治世3年より名称のみが変更された。また、周辺地域の支配者は臨時、または定期的に「グナ」と呼ばれる貢納を課せられていた。
周辺地域のさらに外側に位置している都市からも、「グナ」貢納や使節の派遣が為されていた。日本の学者、前田徹はこの地域を「朝貢国地域」と呼称している。この範囲はユーフラテス中流域のマリ、東へはイラン内部に位置するアンシャン、ペルシア湾方面からはマガンからも使節が訪れていた。「グナ」として、ウルにはエブラ産の木材、シムダル(ディヤーラ川流域に位置)からはシロップ、ウルアからは銀が納められていた。また、ウル第三王朝は東地中海岸が位置する西側とは友好的な関係を維持し、独立王国間における外交関係を維持していた。対して、東側のエラム地域には「グナ」を恒常的に課し、軍事遠征も度々繰り返されていた。

## 政治経済

### 神格化
シュルギ以降、ウル第三王朝の支配者たちは自らを「四方世界の王」と称した。加えて、王権の象徴として王冠、王杖、王座の三点を用いた。特に王冠は神々の父アヌより授けられたものとされ、これが「神たる王」の象徴となる。また、神たる王をまつる神殿が支配下の都市に建造され、都市によっては、王を祀る月も定められた。
しかしながら、王の神格化が期待された役割は絶大な権力の象徴ではなく、守護神であることだった。例えばウンマでは王は「守護神たる王」として月齢をただし、平和と豊穣をもたらすことを期待されていた。シュルギは自らを女神ニンスンの子であり、ギルガメシュの兄弟にして朋友とし、戦いに長けた存在であるとしたが、シュルギ以後の王は最高神エンリルの名のもと、支配領域の安寧を司る守護神として振舞った。
こうした神格化の概念は古代エジプトから輸入された考えと思われるが、ウル第三王朝が滅亡してしばらくすると、用いられなくなった。

### 都市行政
ウル第三王朝における義務や貢納は全て家畜であり、穀物は含まれていない。穀物の供給は家政組織による直営地とし、そこからの収穫物に依存していた。ウル第三王朝では各都市に直営地を置き、そこで収穫された穀物の半分が王のものとされた。同時に、残りの半分は都市の在地支配者のものになることもあり、直営地は各都市の支配者にとっても重要なものだった。こうした直営地の特徴には、ここで耕作を行っていたのは農夫などではなく、支配者の家政組織の専門集団が行っていたことが挙げられる。つまり、直営地はウル王の直轄地ではなく、当該都市の支配者のものであった。
都市支配者にとって、直轄地の運営は重要な責務とも言える。ラガシュとウンマにおける直轄地運営を見ていくと、両都市ともに組織化された仕組みを見て取れる。
ラガシュでは神殿を中心として、作物の成長過程から収穫量、動員された人員数まで記録が行われた。これはラガシュが四つの市区を有する複合都市であり、神殿を都市支配者を頂点にし全ての市区を含む行政経済組織の管理担当に置いたためである。神殿は、神を祀ることはもちろん、行政経済機能も任されていた。一方で、ウンマは耕作区を四つに分け、それぞれに耕作者を置いて収穫した穀物から使用した家畜まで記録を行った。また、ウンマの支配者は自身の子を倉庫長に置いた。このように、各地の支配者は直営地運営を利用し、都市行政を握った。

### 法律
この時代の法律においては、ウル・ナンム法典が挙げられる。条文は全て「もし……ならば」からはじまり、「……すべきである」で終わる「決疑法形式」で書かれている。この点においては、ハンムラビ法典も同様である。この法典と後のハンムラビ法典との大きな差は、同害復讐法の有無である。ウル・ナンム法典では傷害罪に対しては、銀を支払い、賠償することが定められていた。

### 裁判
ウル第三王朝の王は各都市に対して、裁判制度を定めたり、裁判官を任命したりすることは可能であったが、その運営に対して全権を握っていたわけではなかった。特に、王に属する裁判官だけでなく、緩衝材として在地出身の者を組み込む必要性があり、在地勢力の力がなければ裁判制度を機能させることも難しかった。

## 文化
シュメール時代において王とは神のために神殿を建設し、祭りを主宰していた。これはウル第三王朝でも同様であり、年毎、あるいは月毎に行われていた。まず、この時代の暦を簡単に説明すると、1日のはじまりは夕方であり、日を7日で区切るという考えも無かった。男性は9日働くと1日の休み、女性は5日働くと1日の休みが得られた。1か月は、新月の日を初日として、約30日後を最終日としていた。しかし会計上は30日を1か月としていた。1年は春にはじまるものの、太陽の運行を参考にして作られていたため、3年に1度、閏月を置く必要性があった。
月毎の祭りは、月の満ち欠けに従った祭りで、ウンマでは新月、6日、7日、15日に行われていた。こうした祭りは都市神のために行われていたが、シュ・シンの治世になると、神たる王たち、グラ神を中心とする神々への奉納が目的とされるようになった。
年毎の祭りは各都市の支配者によって行われていたが、ウルの王も関与していた。例えば、ウンマではウル王からウンマの神々へと供犠が行われた。供犠は神たる王を祭る際には行われず、ウンマの農耕、天文、灌漑水路に関すると考えられる祭りに対して行われた。こうした供犠の目的はウンマの都市支配者とウル王が同等の奉納への権限を有していることを明確にした、王権強化の方策の一つとも言える。こうした供犠は都市の祭儀と同時に行われ、主宰はアマル・シンの治世では神格化されたシュルギであった。